# Absolute Beginners – Junge Helden
Absolute Beginners – Junge Helden (Originaltitel: Absolute Beginners) ist ein britischer Musikfilm aus dem Jahr 1986. Die Regie führte Julien Temple, das Drehbuch schrieben Richard Burridge, Terry Johnson, Don MacPherson und Christopher Wicking anhand des Romans Absolute Beginners von Colin MacInnes aus dem Jahr 1959. Die Hauptrollen spielten Patsy Kensit und Eddie O’Connell.

## Handlung
Colin lebt im Londoner Stadtteil Notting Hill des Jahres 1958. Er lernt Suzette, die als Fotomodell arbeitet, kennen und verliebt sich in sie. Suzette heiratet Henley of Mayfair, der viel älter als sie und vermögend ist. Sie hofft, dass Henley ihre Karriere fördert.
Der Immobilienunternehmer und Henleys Freund Vendice Partners wollen Notting Hill sanieren. Sie heuern eine Gang an, die die schwarzen Bewohner provoziert und angreift und so Rassenunruhen schürt. Colin organisiert Widerstand gegen diese Pläne. Die enttäuschte Suzette verlässt für Colin ihren Ehemann. Die letzten Szene zeigt, wie Colin ihr den Ehering vom Finger zieht und aus dem Fenster wirft.

## Kritiken
Jonathan Rosenbaum schrieb 1987 im Chicago Reader, der Regisseur Julien Temple wolle gleichzeitig den Roman von Colin MacInnes verfilmen und London der 1950er Jahre zeigen, was nur teilweise gelungen sei.
Ken Hanke schrieb 2003 im Mountain Xpress, dass es interessanter sei, was der Film versuche, als was er erreiche.
Das Lexikon des internationalen Films schrieb, „die Liebesgeschichte vor dem Hintergrund der künstlerischen Verrücktheiten und Rassenunruhen der 50er Jahre“ sei „lediglich der Aufhänger für einen abendfüllenden Video-Clip mit teilweise einfallsreichen Analogien zum Film-Musical“. Der „anfänglich mitreißende Schwung“ verliere sich „leider bald in allzu oberflächlichen gesellschaftspolitischen Bezügen“. Der Film sei trotzdem „in seiner Künstlichkeit ein interessantes inszenatorisches Experiment“.

## Hintergründe
Der Film war kommerziell wenig erfolgreich. Die mageren finanziellen Ergebnisse von etwas mehr als 2 Mio. Dollar Umsatz an den Kinokassen bei Produktionskosten von 10 Mio. Dollar waren neben zwei weiteren gescheiterten Filmprojekten für die Insolvenz des Produktionsunternehmens Goldcrest Films verantwortlich. Der Regisseur Julien Temple arbeitete daraufhin in den USA.